# Kraljevska jugoslavenska vojska
L' Esercito Jugoslavo (Jugoslovenska vojska, JV/Југословенска војска, JB, lett. "esercito jugoslavo") o Regio Esercito Jugoslavo era la componente terrestre delle forze armate del Regno di Jugoslavia, già Stato degli Sloveni, Croati e Serbi, esistita dal 1 dicembre 1918 fino alla resa alle Potenze dell'Asse il 17 aprile 1941. A parte scontri sul confine austriaco nel 1919-1920 e sulle frontiere meridionali negli anni venti, il JV non fu coinvolto in conflitti importanti fino all'invasione dell'aprile 1941, quando venne rapidamente sopraffatto.
Poco tempo prima dell'invasione, ufficiali serbi dello Stato Maggiore, sostenuti da ufficiali britannici del SOE di stanza a Belgrado, organizzarono un colpo di Stato militare contro il principe Paolo e il governo dei Cetnici per aderire al Patto tripartito. Oltre ai problemi dovuti all'equipaggiamento inadeguato e alla mobilitazione incompleta, il JV collassò rapidamente a causa delle divisioni etniche interne. Larga parte della popolazione non serba, in particolare quella croata, offrì poca resistenza all'invasore. L'estremo fu raggiunto il 10 aprile 1941, quando alcune unità della 4ª e della 7ª Armata, formate da croati, si ammutinarono e lo stesso giorno un governo croato formato lo stesso giorno accolse i tedeschi a Zagabria.
Durante l'occupazione della Jugoslavia, i Cetnici di Draža Mihailović vennero indicati come "Reale Esercito Jugoslavo in Patria".
Il Reale Esercito Jugoslavo venne ufficialmente sciolto il 7 marzo 1945, quando il governo in esilio di Pietro II decadde.

## Antefatti
L'Imperiale e regio esercito austro-ungarico uscì dalla prima guerra mondiale con la firma dell'armistizio di Villa Giusti con il Regno d'Italia il 3 novembre 1918. Nel mese precedente a Zagabria si era formato un Consiglio Nazionale degli Sloveni, Croati e Serbi, con l'obiettivo di rappresentare i regni di Croazia e Slavonia e di Dalmazia, il Condominio di Bosnia e Erzegovina e le aree a maggioranza slava di Carniola e Stiria. Il 1 novembre 1918 il Consiglio Nazionale costituì il Dipartimento della Difesa Nazionale, che unificò tutte le unità austro-ungariche di guarnigione nei propri territori, appartenenti a Esercito Comune, k.k. Landwehr e Guardia Reale Croata, sotto il comando del nuovo Esercito Nazionale di Sloveni, Croati e Serbi. Subito dopo l'armistizio di Villa Giusti, il Regio Esercito italiano iniziò l'occupazione di parti del Regno di Dalmazia che erano state promesse all'Italia nelle clausole segrete del Patto di Londra.
Il 1 dicembre 1918 venne dichiarata l'unificazione dello Stato degli Sloveni, Croati e Serbi con il Regno di Serbia, a formare il Regno dei Serbi, Croati e Sloveni. Il Regno del Montenegro si era già unito alla Serbia cinque giorni prima. Questa dichiarazione e la ferma risposta di gruppi armati bloccò ulteriori mire dell'Italia. Il Consiglio Nazionale organizzò la celebrazione di un Te Deum di ringraziamento nella Cattedrale di Zagabria il 5 dicembre. Membri del 25ºth Reggimento di fanteria della Guardia Reale Croata e della 53ª Divisione di fanteria organizzarono una protesta lo stesso giorno presso la piazza Ban Jelačić, domata dalla polizia a costo di 15 morti e 17 feriti; entrambe le unità furono smobilitate e sciolte.

## Dalla formazione al 1926
Alla fine del 1918, una missione del Regio Esercito Serbo, guidata da Milan Pribićević, Dušan Simović e Milisav Antonijević, giunse a Zagabria per riorganizzare l'Esercito Serbo e quello dello Stato degli Sloveni, Croati e Serbi in un'unica forza armata del Regno dei Serbi, Croati e Sloveni. L'Esercito Serbo contava alla fine della guerra 145.225 uomini e assorbì 15.000 ufficiali e volontari austro-ungarici. Dal 1 gennaio 1919, un totale di 134 alti ufficiali ex-austro-ungarici vennero congedati o sollevati dall'incarico.  Dalla fine del 1918 al 10 settembre 1919, il nuovo esercito venne coinvolto in un aspro scontro militare con formazioni irregolari filo-austriache nella regione della Carinzia. Ad un certo punto le truppe serbo-croate-slovene occuparono brevemente Klagenfurt. Dopo il plebiscito dell'ottobre 1920 venne stabilita definitivamente la frontiera con l'Austria e le tensioni scemarono. Per far fronte a questi problemi di sicurezza, tra il 1918 e il 1919 era stata ordinata una vasta mobilitazione, che raggiunse il picco di 450.000 uomini in armi nel luglio 1919, cui seguì una rapida smobilitazione.

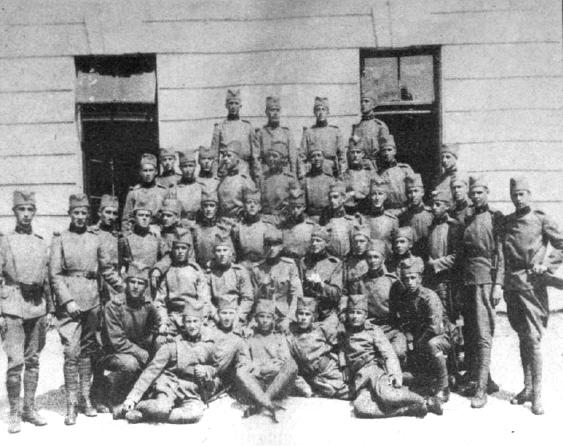
Soldati jugoslavi nel 1925.

Dall'inizio del 1921, l'organizzazione dell'esercito venne impostata su una divisione di cavalleria su 4 reggimenti, 16 divisioni di fanteria, ognuna su 4 reggimenti di fanterie e uno di artiglieria. Queste ultime furono organizzate in 4 armate con quartier generale a Novi Sad (1ª Armata), Sarajevo (2ª Armata), Skopje (3ª Armata) e Zagabria (4ª Armata). Alla fine del 1921 venne costituita una seconda divisione di cavalleria aggregando i quattro reggimenti di cavalleria assegnati alle armate. La dotazione di artiglieria era di un reggimento di artiglieria pesante e uno di obici a livello di armata e di un reggimento di artiglieria campale a livello divisionale. L'arruolamento era basato sulla coscrizione obbligatoria e richiami annuali erano usati per mantenere una forza in tempo di pace di 140.000 uomini. Delle quattro armate, due erano equipaggiate con fucili francesi, le altre due con modelli austriaci. Nei primi anni venti, l'esercito rispose a diverse crisi esterne, inclusi il tentativo di ritorno al potere di Carlo I nella vicina Ungheria, operazioni di disturbo sulla frontiera col Principato d'Albania e incursioni dal Regno di Bulgaria. Nonostante gli alti standard di disciplina e addestramento individuale, l'esercito non era in grado di condurre operazioni di mobilitazione su larga scala a causa delle minacce su tutte le frontiere, la carenza di fondi, scarsità di infrastrutture ferroviarie, mancanza di ufficiali adeguatamente formati, scarsità di armi, munizioni, uniformi ed equipaggiamenti.
Nel 1922, la dotazione di artiglieria venne aumentata utilizzando materiale catturato durante la Grande Guerra. Il risultato fu che l'artiglieria di armata venne privata dei reggimenti di obici, che vennero utilizzati per aumentare la forza dei reggimenti di artiglieria divisionali a livello di brigata di artiglieria in 8 delle 16 divisioni di fanteria. Nello stesso anno, la forza in tempo di pace fu ridotta a 100.000 uomini e il Ministero della Guerra fu depotenziato trasferendo le truppe di frontiera al Ministero delle Finanze e la gendarmeria al Ministero degli Interni.
Fin dai primi giorni della costituzione della forza armata, una cerchia di ufficiali, denominata Mano Bianca, si impegnò attivamente in politica. Nel 1923, i termini per il servizio nell'esercito vennero modificati in modo che tutti i cittadini risultavano soggetti a richiamo dai 21 ai 50 anni: nell'esercito attivo dai 21 ai 40 aaani e nella riserva dai 40 ai 50 anni; la durata della ferma fu portata a un anno e mezzo e vennero introdotti tre gradi di generali in luogo del singolo grado precedente. Un anno dopo il loro scioglimento, scontri ai confini resero necessaria la ricostituzione di piccoli contingenti di truppe di frontiera nell'area di competenza della 3ª Armata, per un totale di 32 compagnie distribuite sulle frontiere con Albania, Bulgaria e Grecia. Nel 1923, gli unici generali non serbi dell'esercito si ritirarono a vita privata e il numero di generali venne portato da 26 a oltre 100, tramite la promozione di colonnelli ai gradi di "brigadni đeneral" (brigadier generale) e "divizijski đenera" (generale di divisione).. Nel 1924, la forza dei rimanenti reggimenti di artiglieria venne portata a livello di brigata.
Nel 1925 venne costituita una Divisione della Guardia, su due reggimenti di cavalleria, uno di fanteria e uno di artiglieria. Fu posta al comando di Petar Živković, membro della Mano Bianca. Il primo significativo acquisto di aerei militari venne fatto nello stesso anno, con 150 bombardieri leggeri Breguet Bre 19 e biplani da ricognizione forniti dalla Francia in forma di prestito. L'arsenale di Kragujevac venne ampliato, ma le solite carenze continuarono ad affliggere l'esercito, con il risultato che nonostante le dimensioni non ci si aspettava che esso potesse resistere a un più piccolo ma più moderno esercito per un tempo significativo. Nel 1926 venne creata la 5ª Armata, traendo due divisioni dalla 1ª Armata e una dalla 4ª. Nello stesso anno vennero costituite altre 13 compagnie di truppe di frontiera da schierare lungo le frontiere italiane e ungheresi e vennero acquistati 12 idrovolanti Dornier.

## 1927–1932

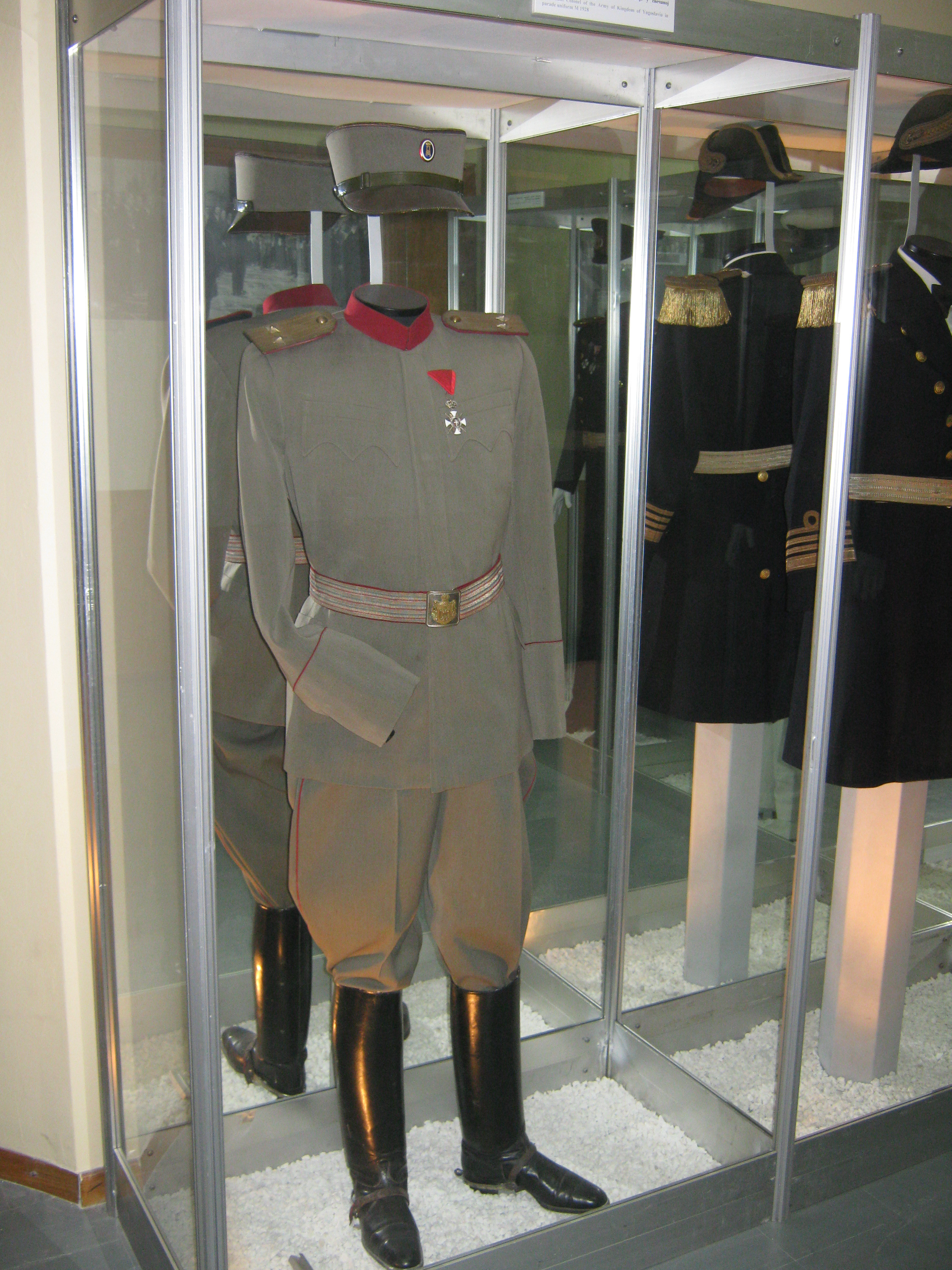
Ufficiali del Reale Esercito.

Le prime manovre di vastità significativa fin dalla formazione della forza armata furono condotte tra le truppe di due divisioni tra il 29 settembre e il 2 ottobre 1927, anche se il numero di uomini non raggiunse le 10.000 unità nonostante il richiamo di riservisti. Prima di questa, erano state condotte solo esercitazioni a livello di guarnigioni locali. Le tattiche erano simili a quelle adottate dal British Army prima della seconda guerra boera. Nel 1928 vennero costituiti quattro nuovi reggimenti di fanteria in risposta al riarmo italiano lungo le frontiera, visti come nucleo di una nuova divisione di fanteria. Nello stesso periodo presso l'arsenale di Kragujevac iniziò la produzione di fucili Mauser FN 1924 e relative munizioni. Nel gennaio 1929, il Re Alessandro I stabilì una dittatura personale e nominò Živković Primo Ministro. Ad aprile 32 generali vennero fatti congedare, compreso il Capo di Stato Maggiore Petar Pešić. Nello stesso anno l'esercito ricevette dalla cecoslovacca Škoda 4.000 mitragliatrici leggere, 8 cannoni campali da 75 mm e 200.000 fucili vz. 24. Con quest'ultima fornitura finalmente l'esercito permanente venne finalmente equpiaggiato con un singolo tipo di fucile. Sempre nel 1929 si tenner otre esercitazioni inter-divisionali, tuttavia le relazioni le descrissero come male organizzate ed eseguite.
Nel 1930, Živković venne promosso a "Armijski đeneral" e quattro dei 5 comandanti di armata vennero sostituiti. Vi era un solo croato-sloveno tra i generali, peraltro un geniere in una posizione di poco rilievo. Venne intrapreso l'acquisto di circa 800 moderni pezzi di artiglieria di diverso calibro, sempre dalla Cecoslovacchia, e altri 100.000 fucili vennero acquistati dal Belgio. Nonostante questi acquisti, l'esercito rimase carente di mitragliatrici leggere e pesanti, mezzi motorizzati, equipaggiamenti da ponte, da comunicazione e carri armati. Vennero eseguite altre manovre a livello divisionale in tre regioni, ma le cariche di cavalleria e gli attacchi in massa delle fanterie dimostrarono che l'esercito non aveva appreso le lezioni della Grande Guerra e, a detta dell'addetto militare inglese, gli ufficiali serbi del tempo erano uomini conservatori e di strette vedute che, pur desiderosi di modernizzare gli equipaggiamenti, non vedevano però la necessità di modernizzare tattiche e organizzazione e non erano disposti a imparare dagli altriJarman, 1997b. Negli anni successivi venne introdotta una compagnia di mitragliatrici per ogni battaglione di fanteria e le divisioni di fanteria 27ª di Zagabria e 38ª di Lubiana ebbero ognuna un reggimento di fanteria trasformato in fanteria da montagna. Questo primo passaggio era propedeutico alla formazione di due unità indipendenti, dotate di elementi di artiglieria, segnalazione e trasporto, utilizzabili sulle frontiere montagnose nord-occidentali. Le conseguenze economiche della Grande depressione interruppero le esercitazioni. L'addetto militare britannico annotò come le unità a livello di battaglione e di reggimento fossero totalmente impreparate alla guerra moderna, limitando l'addestramento a manovre in ordine chiuso, tiro basico e poche esercitazioni a fuoco sul campo.
Nel 1932, Živković rinunciò agli incarichi politici e di Primo Ministro, per tornare al comando della Divisione della Guardia. Nello stesso anno vennero alla scoperte attività comuniste in seno all'esercito, ma il solito gruppo di alti ufficiali serbi rimase saldamente al potere. Le due brigate indipendenti da montagna completarono la formazione, ognuna dotata di due batterie di cannoni da 75 mm. L'organizzazione dei Cetnici, interamente composta da serbi e guidata da Kosta Pećanac, formò nuovi distaccamenti in varie parti del Paese. Nell'ottica dell'esercito, i Cetnici avrebbero dovuto assistere le guardie di frontiera in tempo di pace, accanto alle loro attività tradizionali di guerriglia durante in tempo di guerra. Nello stesso anno vennero costituiti tre reggimenti di artiglieria antiaerea.

## 1933–1937
All'inizio del 1933 vi fu un periodo di allarme riguardo a Italia e Ungheria che preoccupò molto lo Stato Maggior. L'addetto militare britannico osservò che l'esercito aveva una grande fiducia in se stesso, la sua fanteria era robusta e la sua artiglieria era ben equipaggiata, ma era molto carente in aree fondamentali per una moderna forza di combattimento. Problemi chiave rimanevano le mitragliatrici e i cannoni da fanteria e la carenza di addestramento ad armi combinate. Inoltre era proseguita la "serbizzazione" della forza armata, con una predominanza assoluta tra i generali e uno Stato Maggiore composto per il 90% da serbi, tanto che i giovani croati e sloveni erano riluttanti ad arruolarsi. Questo sbilanciamento costituiva un elemento di debolezza politica ma anche militare in tempo di guerra. Tre ufficiali croati vennero promossi al grado di "brigadni đeneral" nel 1933. Nello stesso anno vi fu inoltre una riduzione numerica di reggimenti e batterie di artiglieria e battaglioni e compagnie di fanteria, a causa della scarsità di coscritti dovuta al calo delle nascite venti anni prima durante le guerre balcaniche. Nel lungo termine permaneva la carenza di 3.500 ufficiali e 7.300 sottufficiali. Vennero formati altri tre reggimenti antiaerei e un comando indipendente a Sebenico in Dalmazia. Disordini nella regione della Macedonia portarono alla consegna di 25.000 fucili ai membri della forza paramilitare nazionalista serba Narodna Odbrana.
Nel giugno 1934 il generale Milan Nedić divenne Capo di Stato Maggiore al posto di Milovanović. Re Alessandro incaricò Nedić di apportare notevoli cambiamenti in seno all'organizzazione dell'esercito, nonostante l'opposizione di molti generali anziani, principalmente per ridurre le dimensioni delle divisioni di fanteria e creare corpi d'armata, unità intermedie tra divisioni e armate. Dopo l'assassinio di Re Alessandro, Nedić decise di differire questi cambiamenti, asserendo difficoltà pratiche. Venne formato un battaglione di guerra chimica, con l'intenzione di fornire una compagnia a agni armata. Vennero testati tankette Škoda e un fucile mitragliatore di progettazione nazionale. Vennero annunciate esercitazioni a livello di armata per il 1935, la prima volta dalla formazione dell'esercito nel 1919. Una commissione formata per esaminare la questione della meccanizzazione dell'esercito concluse che il terreno di gran parte del paese e la debolezza dei ponti esistenti comportavano che la motorizzazione e la meccanizzazione dovevano essere sviluppate lentamente, ma che come primo passo si doveva acquistare un autocarro leggero. Le riserve di munizioni di tutti i tipi vennero segnalate come carenti.
Nel 1935 si stimava che entro un mese dalla mobilitazione, da 800.000 a 900.000 soldati avrebbero potuto essere posti sotto le armi. Questo piano si basava sulla duplicazione di otto delle sedici divisioni di fanteria permanente e della divisione alpina, e sulla formazione di un'ulteriore divisione di cavalleria, per un totale di 24 divisioni di fanteria di circa 25.000 uomini ciascuna, una divisione di guardie, due divisioni alpine e tre divisioni di cavalleria. Questo anno vide notevoli cambiamenti ai vertici dell'esercito in seguito alla creazione del Consiglio Militare. Nedić diventò membro di questo nuovo ente e venne sostituito dal generale Ljubomir Marić quale Capo di Stato Maggiore. Sei reggimenti di fanteria vennero sciolti, ma lo Stato Maggiore decise di rimanere con quattro reggimenti per divisione. Durante l'anno vennero ricevuti 800 mortai Stokes, cannoni antiaerei Škoda per 20 batterie e tankette Škoda Š-I-D. Le carenze nei sistemi di radiocomunicazione erano evidenti: la fanteria necessitava di 1.000-2.000 apparati leggeri e la cavalleria ne era completamente priva; gli apparati consegnati all'artiglieria non potevano comunicare con gli aeroplani. L'addetto militare britannico osservava che neanche il più esperto degli ufficiali aveva mai comandato una unità più grande di una divisione in esercitazione o in guerra. Le manovre del 1935 furono le prime dal 1930 e le uniche di livello superiore a quello divisionale fin dalla formazione dell'esercito nel 1919. Queste ebbero luogo sul fiume Sava tra Novi Sad e Sarajevo alla fine di settembre e in realtà furono più una dimostrazione che una simulazione di guerra, mancando completamente qualsiasi libertà d'azione per i comandanti sul campo.
Durante il 1936, Marić diventò Ministro dell'Esercito e della Marina, sostituendo Živković, che aveva tramato contro il governo. Prima che ciò accadesse, Marić aveva rivelato agli addetti navali e militari britannici che qualsiasi mobilitazione dell'esercito avrebbe richiesto 25 giorni e che le carenze in molti settori dell'equipaggiamento erano gravi, tra cui maschere antigas, elmetti d'acciaio, tende, ferri di cavallo, munizioni per armi di piccolo calibro, selleria e carri armati. Il nuovo Capo di Stato Maggiore era l'"Armijski đeneral" Milutin Nedić, fratello di Milan, che era stato Generale comandante della Reale Aeronautica Jugoslava. I maggiori cambiamenti organizzativi durante l'anno riguardarono la formazione di un battaglione carri su tre compagnie, ognuna su tre plotoni di 5 carri. Gli unici carri in servizio al momento erano vecchi Renault FT, ma venne emesso un ordine per nuovi mezzi. Nel settembre 1937 vennero condotte manovre su larga scala in Slovenia, coinvolgendo l'equivalente di quattro divisioni, che evidenziarono agli osservatori stranieri le gravi carenze causate da uno Stato Maggiore incompetente, ufficiali vecchi, la mancanza di addestramento alla guerra moderna degli ufficiali reggimentali e la carenza generalizzata di armi ed equipaggiamenti di qualsiasi tipo. L'addetto militare britannico osservò che l'esercito non era in grado di intraprendere alcuna operazione su larga scala al di fuori del paese, ma se completamente mobilitato sarebbe stato in grado di dare buona prova in una campagna difensiva. L'esercitazione era stata condotta in Slovenia per testare la lealtà e il valore dei riservisti sloveni e croati e fu completamente soddisfacente solo da questo punto di vista, con quasi tutti i riservisti che si presentarono alla chiamata presentati e sopportarono le difficoltà delle manovre con "disciplina e forza d'animo". Lo stesso anno vide la consegna di una notevole quantità di equipaggiamento dalla Cecoslovacchia, tra cui 36 cannoni da montagna, 32 cannoni antiaerei, 60 obici ricondizionati, 80 cannoni da campo e otto tankette Škoda Š-I-D Contemporaneamente furono intrapresi lavori considerevoli per la costruzione di fortificazioni alla frontiera italiana.

## Preludio alla guerra
Nel 1938 Milutin Nedić venne nominato Ministro dell'Esercito e della Marina e venne sostituito alla guida dello Stato Maggiore dall'"Armijski đeneral" Dušan Simović. Due mutamenti geostrategici di quell'anno resero la situazione dell'esercito ancora più difficile: l'Anschluss dell'Austria da parte della Germania e l'accordo di Monaco che colpì la Cecoslovacchia. La Jugoslavia si trovò così a confinare con la Germania nazista ai confini e con il principale fornitore di armi ed equipaggiamenti sotto scacco. Tuttavia, secondo la solita fonte britannica, l'esercito era ancora in grado di fronteggiare da solo l'invasione da parte di uno degli Stati confinanti, con l'eccezione della Germania, e di resistere eventualmente anche ad un attacco combinato da parte di Italia e Ungheria. Nello stesso anno venne creato un Comando di Difesa Costiera aggregando unità già schierate lungo le coste, senza creare nuove unità. Venne completata la consegna di 10.000 mitragliatrici leggere cecoslovacche, cosicché la dotazione di armi leggere poteva considerarsi completa. Vennero realizzate ulteriori fortificazioni sulla frontiera italiana e venne pianificato il potenziamento di quelle sulla frontiera ex-austriaca. Dei 165 generali in servizio, due erano croati e due sloveni, mentre tutti i restanti serbi.
Nel periodo interbellico, le spese militari jugoslave rappresentavano il 30% del bilancio dello Stato. Da gennaio 1939 l'esercito mobilitato, incluse le riserve, raggiungeva 1.457.760 uomini, con unità combattenti costituite da 30 divisioni di fanteria, una della Guardia e tre di cavalleria. Alla fine del 1940, l'esercito mobilitò truppe in Macedonia e nella parte della Serbia al confine con l'Albania.

## Campagna dell'aprile 1941

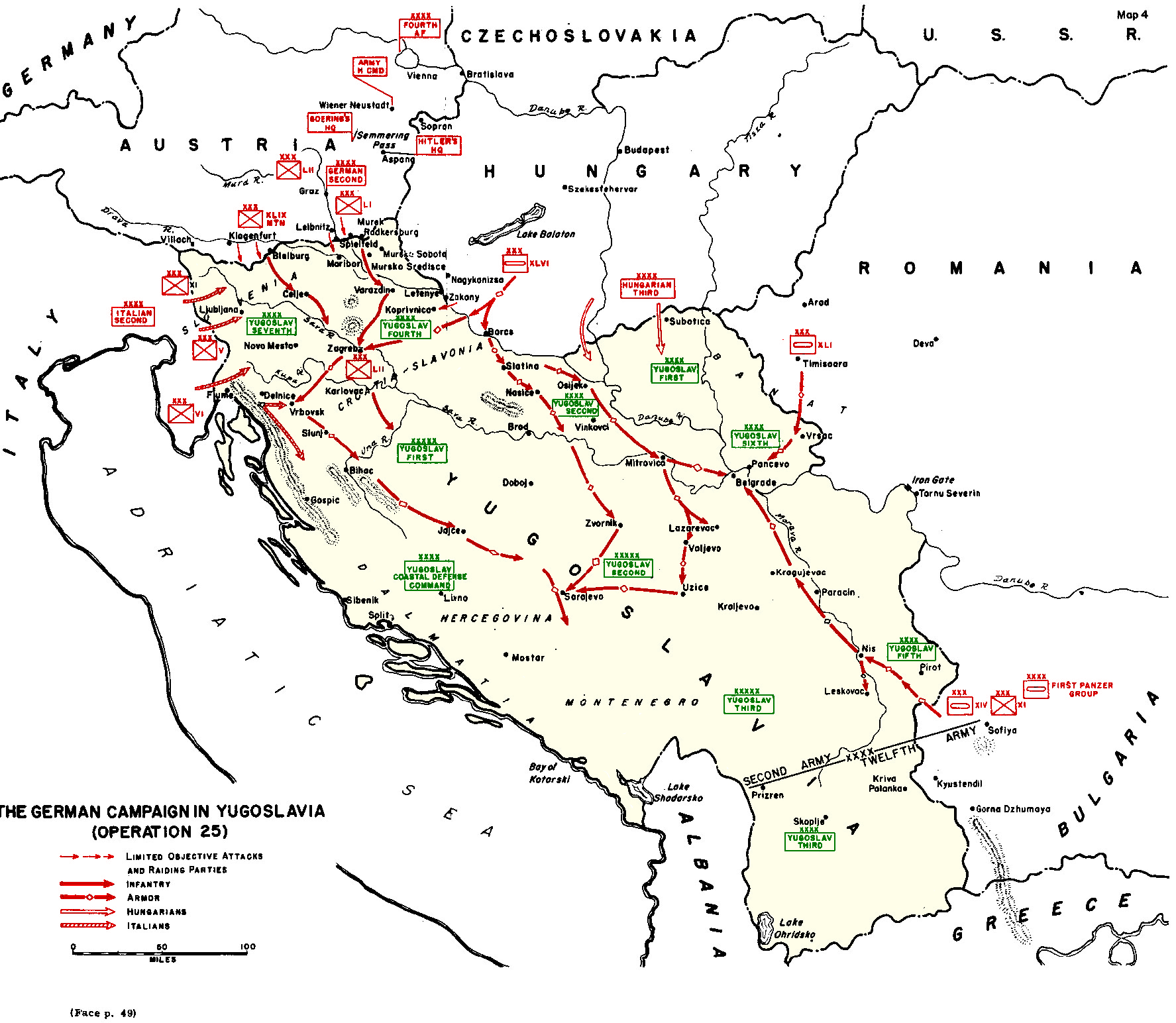
Mappa dell'invasione della Jugoslavia, aprile 1941.

Alla vigilia dell'invasione, il Reale Esercito Jugoslavo era ancora largamente equipaggiato con armi e materiali risalenti alla prima guerra mondiale, al netto degli equipaggiamenti e dei veicoli forniti dalla Cecoslovacchia. Dei circa 4.000 pezzi di artiglieria, la maggior parte antiquati e ippotrainati, con solo 1.700 pezzi relativamente moderni, inclusi 812 pezzi anticarro da 3,7 cm KPÚV vz. 37 e da 4,7 cm KPÚV vz. 36. L'artiglieria comprendeva anche 2.300 mortai, 1.600 dei quali moderni pezzi da 81 mm e 24 da 220 mm e 305 mm. Di 940 cannoni antiaerei, 360 erano modelli cechi e italiani da 15 e 20 mm. Tutte queste armi erano importate e di varia provenienza, cosicché vari modelli spesso mancavano di pezzi di ricambio e di manutenzione.
Le uniche unità motorizzate erano 6 battaglioni di fanteria motorizzata delle tre divisioni di cavalleria, sei reggimenti di artiglieria motorizzata, due battaglioni carri con 110 carri armati, uno dei quali su Renault FT della prima guerra mondiale e l'altro su moderni Renault R35, più una compagnia carri indipendente con 8 tankette Škoda Š-I-D. Circa 1.000 autocarri militari vennero importati dagli Stati Uniti nei mesi precedenti la guerra.
A mobilitazione completata, l'esercito poteva schierare 28 divisioni di fanteria, tre di cavalleria e 35 reggimenti indipendenti. Di questi ultimi, 16 erano schierati nelle fortificazioni di frontiera e 19 erano organizzati in distaccamenti combinati, della dimensioni di una brigata rinforzata. Ogni distaccamento schierava da uno a tre reggimenti di fanteria e da uno a tre battaglioni di artiglieria; tre distaccamenti erano organizzati come unità "alpine". L'attacco tedesco tuttavia colse l'esercito ancora in via di mobilitazione, con sole 11 divisioni nello schieramento difensivo previsto. Della forza totale prevista di 1.200.000 uomini solo il 50% delle reclute avevano raggiunto le proprie unità prima dell'invasione. Al 20 marzo 1941 la forza mobilitata totale era di 600.000 uomini, con 167 generali in servizio attivo: 150 serbi, 8 croati e 9 sloveni.
L'esercito era organizzato su tre gruppi d'armate e su truppe di difesa costiera. Il 3º Gruppo d'armate era il più forte e schierava la 3ª Armata, la 3ª Armata territoriale, la 5ª e la 6ª Armata, poste a difesa della frontiera con Romania, Bulgaria e Albania. Il 2º Gruppo d'armate, su 1ª e 2ª Armata, difendeva la regione tra le Porte di ferro e il fiume Drava. Il 1º Gruppo d'armate, con 4ª e 7ª Armata, composto principalmente da personale croato, era schierato in Croazia e Slovenia a difesa delle frontiere con Italia, Germania e Ungheria.
Il Reale Esercito Jugoslavo si arrese, insieme alle altre forze armate jugoslave, il 17 aprile 1942 alle forze di invasione tedesche, italiane e ungheresi. Di conseguenza ad Alessandria d'Egitto venne costituito il "I Battaglione, Reali Guardie Jugoslave", che entrò in azione in Nordafrica con la 4ª Divisione di fanteria indiana. Venne sciolto in Italia nel 1944 quando il suo organico diminuì e l'unità fu afflitta da lotte intestine tra la fazione monarchica e quella titina. Tra il 1943 e il 1944, ventisette uomini crearono il "No. 7 (Yugoslav) Troop" del No. 10 (Inter-Allied) Commando, una unità di forze speciali sotto comando britannico. Tutte le forze reali jugoslave vennero sciolte formalmente il 7 marzo 1945, quando il governo jugoslavo in esilio decadde.

## Bandiere

Stendardo di Maresciallo di campo[60][61].
Stendardo di Generale d'armata[62].
Stendardo di Generale di divisione[62].
Stendardo di Generale di brigata[62]

.